# Jardim botânico da Isola Madre

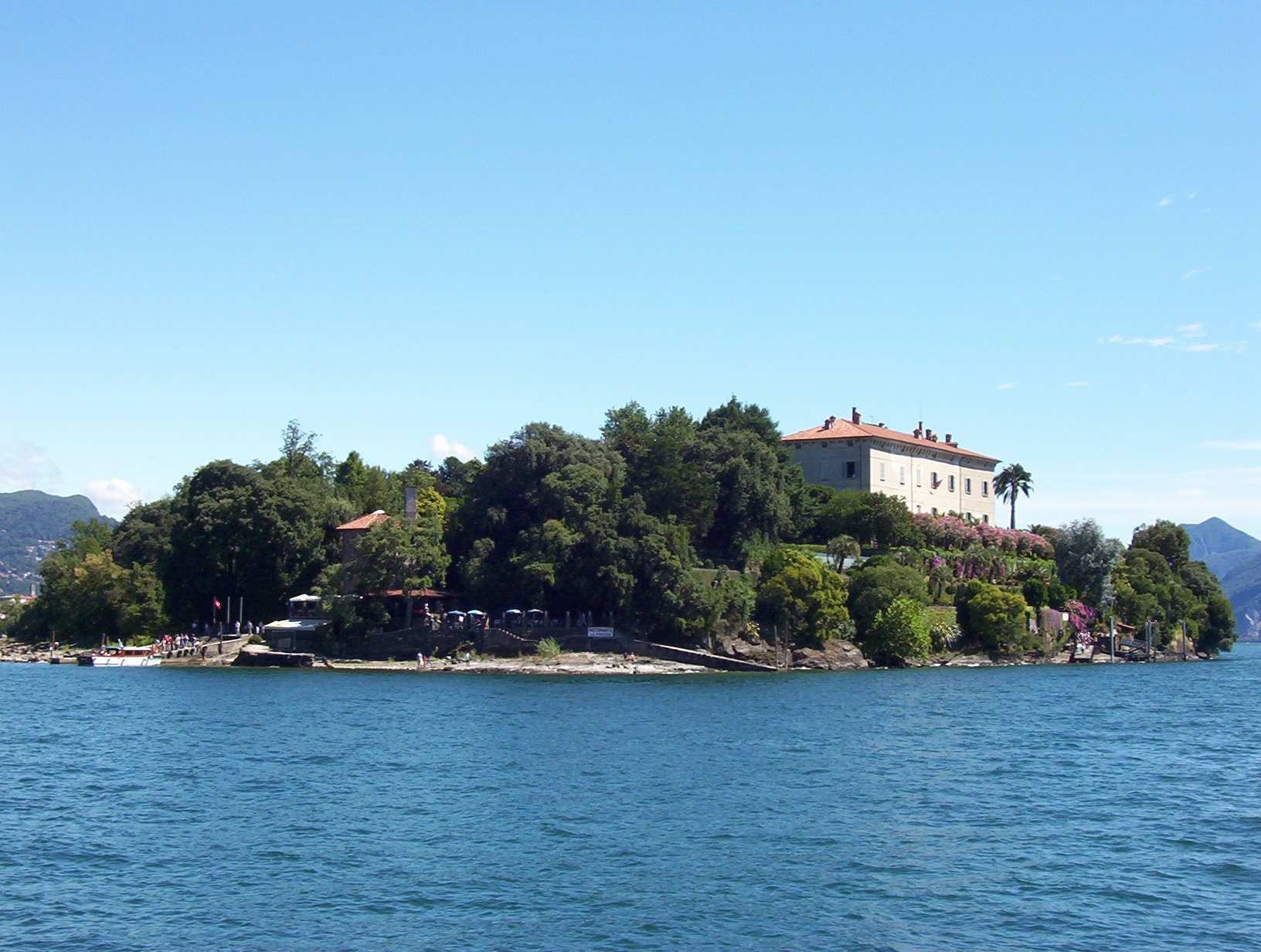
Jardim botânico de Isola Madre

O Jardim botânico de Isola Madre (8 hectares) é um jardim botânico histórico situado na Isola Madre, nas Ilhas Borromeu no Lago Maggiore, perto de Stresa (carreiras de barco ligam Stresa às Ilhas Borromeu), província de Verbano-Cusio-Ossola, Piemonte, Itália. Estão abertas ao público nos meses quentes do ano.
Os jardins abarcam sete terraços cobrindo quase completamente a pequena ilha, inicialmente habitada pelo Conde Lancillotto Borromeo em ínicios do Século XVI. Os jardins foram desenhados pelo Conde Vitaliano Borromeo noestilo all’Inglese (jardim inglês, em finais do século XVIII, no local de um antigo pomar, e têm-se mantido essencialmente inalterados desde essa época. De entre os seus visitantes famosos destacam-se Napoleão Bonaparte, Gustave Flaubert, and Théophile Gautier.
Os principais jardins incluem:
- Loggia del Cashmir - ciprestes
- Piano delle Camelie - Uma das primeiras colecções de camélias em Itália.
- Piazzale dei Pappagalli - papagaios, pavões, faisões, etc.
- Piazzale della Cappella - capela da família, construída em 1858.
- Piazzale della Darsena - floresta de rododendros.
- Prato dei Ginerium - erva das pampas
- Prato del Pozzo - cornus, magnólias, bordos, etc.
- Viale Africa - o lado mais soalheiro da ilha.
- Viale delle Palme - umanotável colecção de palmeiras com exemplares com mais de 125 anos.